# Слобода, Татьяна Антоновна
Татьяна Антоновна Васильева (Слобода) (1925—2004) — советский передовик производства в сельском хозяйстве. Герой Социалистического Труда (1949).

## Биография
Родилась в 1925 году в селе Кудряши, Иглинского района Башкирской ССР в крестьянской семье.
В 1932 году семью Т. А. Васильевой в числе многих других раскулачили и отправили в Сибирь.
В 1937 году вместе с родителями переехала в город Прокопьевск, Кемеровской области, где окончила семилетнюю школу.
В 1942 году училась в Прокопьевского сельскохозяйственного техникума и работала участковым агрономом в Прокопьевской машинно-тракторной станции.
В 1948 году Т. А. Васильева получила в обслуживаемых колхозах урожай пшеницы 22,6 центнера с гектара на площади 351,5 гектара и ржи 22,2 центнера с гектара на площади 158,4 гектара.
25 февраля 1949 года Указом Президиума Верховного Совета СССР «за получение высоких урожаев пшеницы и ржи при выполнении колхозом обязательных поставок и контрактации по всем видам сельскохозяйственной продукции, натуроплаты за работу МТС в 1948 году и обеспеченности семенами всех культур в размере полной потребности для весеннего сева 1949 года» Татьяна Антоновна Васильева была удостоена звания Героя Социалистического Труда с вручением Ордена Ленина и золотой медали «Серп и Молот».
Впоследствии Т. А. Васильева работала во дворце пионеров на должности садовода, заведующей районным архивом.
Жила в городе Прокопьевске. Умерла в сентябре 2004 года.

## Награды
- Медаль «Серп и Молот» (25.02.1949)
- Орден Ленина (25.02.1949)
- Медаль «За доблестный труд в Великой Отечественной войне 1941—1945 гг.»